# Cryptosporella suffusa
Cryptosporella suffusa — вид грибів, який викликає рак вільхи.
У 2003 році на Алясці було помічено, що багато окремих тонколистих дерев вільхи (Alnus incana subsp. tenuifolia) відмирають. Уражені окремі стовбури та скупчення дерев, які гинуть протягом двох тижнів від початку захворювання. Встановлено, що причиною є гриб Cryptosporella suffusa, який також міг спричити 1950-х роках. Схоже, що постраждалі дерева страждають від стресу, можливо, спричиненого посухою або результатом комах, що знищують листя, таких як вільховий пильщик. 